# Aron Adlerstein
Aron Adlerstein  (geboren am 17. Juni 1913 in Biała Podlaska; gestorben am 20. März 2000 in Leipzig) war ein Leipziger Unternehmer und von 1988 bis 2000 Vorsitzender der Israelitischen Religionsgemeinde zu Leipzig.

## Leben
Aron Adlerstein kam mit drei Jahren in den Cheder und lernte dort Hebräisch. Seit frühester Kindheit gehörte der Besuch der Synagoge zu seinem Leben. Er lernte im Bauunternehmen seines Vaters Maurer.
Nach der deutschen Besetzung Polens wurde Adlerstein als Zwangsarbeiter deportiert; über Lublin, Warschau und Posen kam er am 25. Juni 1943 in das KZ Auschwitz. Nachdem er mit einem Gefangenentransport der SS nach Oelsnitz/Vogtl. kam, wurde er am 16. April 1945 von US-amerikanischen Truppen befreit. In Oelsnitz lernte er Ruth Heymann (1920–2009) kennen, die er im Jahr 1946 heiratete.
Seit Dezember 1946 lebte Adlerstein in Leipzig. Von 1950 bis Ende der 1970er Jahre betrieb er hier ein Textilgeschäft. In den 1950er Jahren wurde er Mitglied der Israelitischen Religionsgemeinde zu Leipzig; von Februar 1988 bis zu seinem Tode war er als Nachfolger von Eugen Gollomb (1917–1988) deren Vorsitzender. Unter seinem Vorsitz wurde der Bau des Kultur- und Begegnungszentrums „Ariowitsch-Haus“ in Leipzig auf den Weg gebracht.
Am 20. März 2000 starb Aron Adlerstein und liegt auf dem Neuen Israelitischen Friedhof in Leipzig begraben.

## Auszeichnungen
- Ehrenmedaille der Stadt Leipzig (1997)
- Bundesverdienstkreuz am Bande (5. August 1998)[2][3]